# Anisarthron barbipes
Anisarthron barbipes — вид жуков-усачей из подсемейства спондилидин.

## Описание
Жук длиной от 10 до 12,5 мм. Имеет чёрный окрас тела. Надкрылья красновато-бурые. Ноги светлее тела. Верхняя часть тела в рыжеватом покрове.

## Экология
Личинка развивается в мёртвых частях деревьев живых деревьев следующих пород: ольха чёрная (Alnus glutinosa), конский каштан обыкновенный (Aesculus hippocastanum), клён белый (Acer pseudoplatanus) и орех грецкий (Juglans regia), а также некоторые представители родов ясень (Fraxinus), рябина (Sorbus), берёза (Betula), тополь (Populus), липа (Tilia) и бук (Fagus)